# Chitonophilus laminosus
Chitonophilus laminosus – gatunek widłonoga z rodziny Chitonophilidae; jedyny przedstawiciel rodzaju Chitonophilus.

## Systematyka
Gatunek i rodzaj opisali w 1991 roku rosyjscy zoolodzy G.W. Awdiejew i B.I. Sirienko. Autorzy wyznaczyli Chitonophilus rodzajem typowym nowej rodziny Chitonophilidae, do której zaliczyli też opisany w tej samej publikacji nowy rodzaj Leptochitonicola. Miejsce typowe Chitonophilus laminosus to rejon Małej Kurilskiej griady (Малая Курильская гряда, południowa część archipelagu Kurylów) na północno-zachodnim Pacyfiku. Okazy typowe (6 samic i 10 samców) pozyskano z pięciu złowionych w latach 1971–1972 mięczaków Tonicella submarmorea, których widłonogi te są pasożytami.